# Karczewo (powiat grodziski)
Karczewo – wieś w Polsce położona w województwie wielkopolskim, w powiecie grodziskim, w gminie Kamieniec.

## Historia
Miejscowość pierwotnie była związana z Wielkopolską. Istnieje co najmniej od połowy XIV wieku i ma średniowieczną metrykę. Po raz pierwszy odnotowana została w łacińskim dokumencie z 1352 pod obecną nazwą „Karczewo”, 1387 „Corczewo”, 1445 „Carcewo”, 1449 „Carczowo”. Nazwa pochodzi od słowa „karcz” = poręba i związana jest z wykarczowaniem terenu pod zabudowę.
Miejscowość była początkowo własnością szlachecką należącą do lokalnej szlachty z rodu Granowskich, Karczewskich, którzy od nazwy wsi przyjęli odmiejscowe nazwisko, a później także Rzeszotarzewskich, Wolikowskich i Zadorskich. W 1446 leżała w powiecie kościańskim województwa poznańskiego w Koronie Królestwa Polskiego. W 1510 należała do parafii Kamieniec.
Pierwszy historyczny zapis związany ze wsią pochodzi z 1352 kiedy odnotowano Tomisława z Karczewa, współuczestnika konfederacji szlachty wielkopolskiej zwanej konfederacją Maćka Borkowica. W dokumencie sporządzonym w 1366 na liście świadków znalazł się Andrzej dziedzic z Karczewa. W 1387 Bodzęta z Karczewa toczył proces z Bogusławem synem Narama z Baranowa koło Mosiny o 11 grzywien. W 1387 spadkobiercy Bodzęty, Andrzej i Tomasz Bielawscy z Bielaw w powiecie gnieźnieńskim, koło Janowca Wielkopolskiego dziedzice z Wrześni w powiecie gnieźnieńskim toczyli procesy o długi Bodzęty z Żydami poznańskimi Markielem, Jordanową i Sabdajem.
W latach 1387–1397 odnotowano Jana dziedzica z Karczewa, który przyjął od nazwy wsi nazwisko Karczewski. W 1387 był także właścicielem Jeziorek koło Buku, w 1389 Łęk koło Kościana. W 1388 toczył proces sądowy z Mikołajem Zgirzyckim zwalniając go od roszczeń na sumę 18 grzywien, o które toczył spór od czasu wojen. W 1389 wspomniano go w kolejnym procesie z siostrą Beatą gdzie dowodził, że przyrzekł dać jej szaty wartości 10 grzywien. W 1397 jako dziedzic wsi zapowiedział przed sądem ziemskim dziedzinę Karczewo.
W latach 1420–1430 jako własciciel we wsi odnotowany został Stefan, Szczepan Rzeszotarzewski, syn Wojciecha z Rzeszotarzewa. W 1420 zapisał on na Karczewie na rzecz wikariuszy katedry poznańskiej jedną grzywnę czynszu rocznego oraz 12 grzywien sumy głównej. W 1430 zapowiedzial dziedziny Karczewo oraz Rzeszotarzewo (obecnie Rostarzewo). W 1437 Pakosz z Wolikowa (obecnie Wolkowo) dał Katarzynie niegdyś żonie Przybka z Wolikowa tytułem posagu w wysokości 90 grzywien część dziedziczną w Wolikowie, z wyjątkiem części, które miał w Karczewie oraz w Plastowie. W latach 1446–1450 jako własciciel we wsi wspomniany został Przedpełk z Plastowa, Karczewa, noszący odmiejscowe nazwisko Łęcki od wsi Łęki koło Kościana. W latach 1440–1449 był wicepodkomorzym w Kościanie. W 1446 na połowie dziedziny w Karczewie zapisał swojej żonie Katarzynie po 30 grzywien posagu oraz wiana. W 1448 toczył proces z Tomaszem Parzęczewskim oraz jego synami Stanisławem i Janem o uwolnienie dziedziny Karczewo od obciążeń, a także o dokumenty (łac. „litera obligatoria alias zachodny”) na sumę 60 grzywien. W 1450 kupił od Hinczki Kubackiego 1/3 jego szóstej części w Karczewie oraz dwie płosy w Plastowie za kwotę 50 grzywien.
W 1448 odnotowano Wawrzyńca z Karczewa i Powodowa, zwanego niegdyś Rzeszotarzewskim od posiadanego Rzeszotarzewa, który toczył proces z Przedpełkiem Łęckim. W 1449 Hynak z Plastowa, Wolikowa i Karczewa toczył proces z Wojciechem i Maciejem, braćmi z Krąpiewa, którzy powołali się na wcześniejszą zapiskę w księdze sądowej twierdząc, że Hynak nie zapłacił im 180 złotych węgierskich.
W drugiej połowie XVI wieku miał miejsce majątkowy proces sądowy przy którym opisano wieś Karczewo. W 1565 Piotr Sepieński oraz Andrzej, Jan i Marcin Borkowscy, stryj wraz z bratankami, powodowie, toczyli proces z Wawrzyńcem, Sebastianem, Janem, Wojciechem i Piotrem Granowskimi, czyli Karczewskimi, synami zmarłego Piotra Granowskiego, czyli Karczewskiego, który pozwany został o podjęcie sumy pieniędzy, jaką zmarły Wawrzyniec Powodowski, poprzednik powodów, zmarłemu Maciejowi Karczewskiemu, poprzednikowi pozwanych zapisał z zastrzeżeniem prawa wykupu na części wsi Karczewo, którą odziedziczył po zmarłym kanoniku poznańskim Wincentym Karczewskim. W tej części wsi Karczewo siedzieli pracowici Jan Kożuch na jednym łanie, Klimek na 1 półłanku oraz na 1/3 półłanka opuszczonego z 1/3 karczmy, w której siedział karczmarz Walenty, z zagrodami opuszczonymi oraz z 1/3 młyna, z 1/3 stawu i z 1/3 folwarku. Powodowie żądali, aby pozwani okazali swoje dokumenty i podjęli sumy w nich wymienione lub ustąpili z dóbr. Sąd postanawił, aby pozwani z 6 świadkami zaprzysięgli, co następuje: że Andrzej, Jan i Marcin Borkowscy nie są najbliższymi spadkobiercami po Wincencie Karczewskim kanoniku poznańskim, lecz był nim zmarły Jan Rzeszotarzewski, a potem jego bratanek. Jan Rzeszotarzewski prawo własności do spornych dóbr, jako swoich własnych, przeniósł wieczyście, tytułem sprzedaży w 1496, na Macieja Karczewskiego poprzednika pozwanych oraz, że na tej podstawie Maciej Karczewski wraz ze swymi spadkobiercami te dobra posiadali oraz że w tym czasie minęły już wszelkie terminy przedawnienia. W 1574 w podziale dóbr pomiędzy braćmi Granowskimi Wojciech otrzymał część wsi Karczewo, które należało do ich ojca Piotra Granowskiego.
Miejscowość odnotowały również historyczne rejestry podatkowe. W 1507 w czasie wizytacji wsi Karczewo kmieć Jarząbek powiedział, że przed 20 laty we wsi było 10 kmieci, inny, starszy pamiętał ok. 20 kmieci przed 30 laty. W czasie sporządzania zapisu we wsi było sześciu kmieci, którzy płacili po 40 groszy czynszu, a szósty miał wolniznę na dwa lata. We wsi stał opuszczony wiatrak mielący zboże, ale bez młynarza. W 1510 folwark był podzielony. We wsi było 8 i 1/4 łana osiadłego, 4,5 łanów kmiecych opuszczonych, z których 4 łany uprawiała pani Karczewska, 0,5 łana posiadała druga pani, Anna Karczewska. Były także dwie karczmy opuszczona i osiadła. W 1530 miał miejsce pobór od trzech łanów oraz 3 grosze od karczmy. W 1563 pobrano podatki z 5 łanów, karczmy dorocznej. W 1581 płatnikami poboru byli: Marcin Karczewski, Agnieszka Karczewska i Stanisław Zadorski. Miał wtedy miejsce pobór z części Marcina Karczewskiego od 3 i 1/4 łana, od trzech zagrodników, a z części Agnieszki Karczewskiej od jednego łana i jednego zagrodnika. W części należącej do Stanisława Zadorskiego pobrano podatki od dwóch łanów, 4 zagrodników oraz od jednego rzemieślnika. W 1597 dziedzicami we wsi byli:Marcin Karczewski, Sebastian Granowski oraz Zofia Grobska wdowa po Stanisławie Zadorskim.
Później wieś była własnością Zadorskich, od 1771 r. Czapskich, a następnie Mielżyńskich, którzy mieli tu m.in. znaną hodowlę merynosów. Wieś szlachecka położona była w 1581 roku w powiecie kościańskim województwa poznańskiego w Rzeczypospolitej Obojga Narodów.
Wskutek II rozbioru Polski w 1793, miejscowość przeszła pod władanie Prus i jak cała Wielkopolska znalazła się w zaborze pruskim. W okresie Wielkiego Księstwa Poznańskiego (1815–1848) miejscowość wzmiankowana jako Karczew należała do wsi większych w ówczesnym pruskim powiecie Kosten rejencji poznańskiej. Karczew należał do okręgu wielichowskiego tego powiatu i stanowił siedzibę majątku, który należał wówczas do Mikołaja Mielżyńskiego. W skład majątku Karczew wchodziły wówczas: Jaskółki, folwark Plastowo, Wołkowo i Łęki Wielkie. Według spisu urzędowego z 1837 roku Karczew liczył 278 mieszkańców, którzy zamieszkiwali 20 dymów (domostw). Od 1852 r. majątek Chłapowskich (8050 mórg), a w latach 1896–1939 Kęszyckich (w okresie międzywojennym 2056 ha wraz z folwarkami Łęka Wielka i Wolkowo, w tym 420 ha lasów).
W latach 1975–1998 miejscowość należała administracyjnie do województwa poznańskiego.

## Położenie i zabudowa
Pałac

Herb Nałęcz Józefa Kęszyckiego

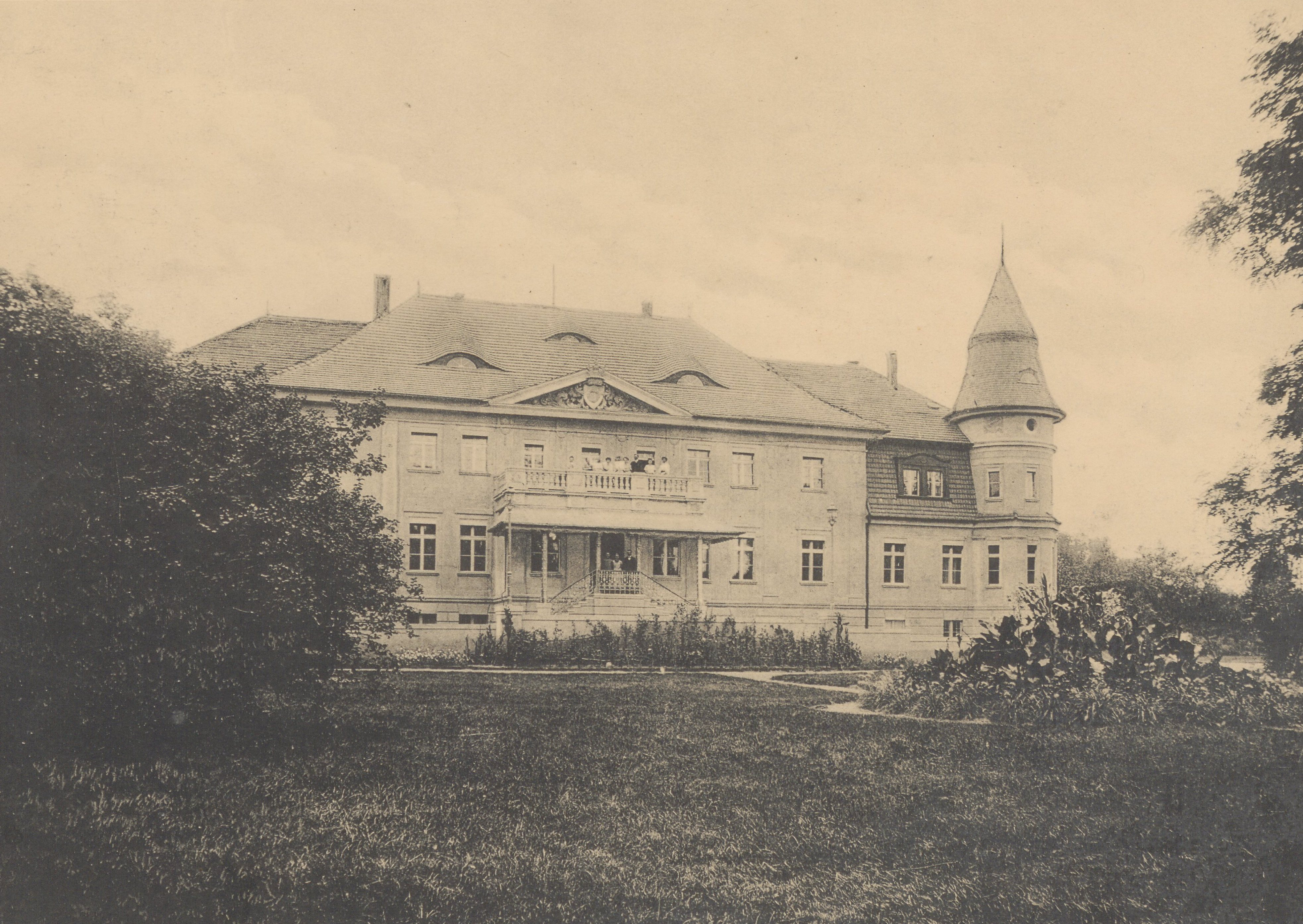
Widok pałacu przed 1912

Po wschodniej stronie głównej drogi wznosi się okazały pałac klasycystyczny z lat 1805–1811, który zbudowany został dla Mikołaja Mielżyńskiego, a w roku 1908 przebudowany i powiększony według projektu Rogera Sławskiego. Pałac jest piętrowy, wybudowany na planie prostokąta, kryty stopniowanym dachem dwuspadowym i dachem czterospadowym, z wieżą na prawym (południowo-zachodnim) narożniku ściany frontowej. Od frontu pseudoryzalit zwieńczony tympanonem zawierającym kartusz z herbem Nałęcz Józefa Kęszyckiego. Nad wejściem balkonem na wysokości pierwszego piętra z kamienną balustradą. Obok park krajobrazowy o pow. 7,12 ha z 3 stawkami oraz dębami o obwodzie do 480 cm, a także kasztanowcami, jesionami i klonem polnym.
Od wschodu przylega do Karczewa wieś Jaskółki. Wzmiankowana była w 1411 r. jako „Jasthkulky”, własność Wawrzyńca Granowskiego.
Karczewo jest jedną z większych miejscowości w gminie Kamieniec, położone jest w jej północnej części, około 3 km na północ od drogi wojewódzkiej nr 308 (o przebiegu: Gostyń – Kościan – Grodzisk Wlkp. – Nowy Tomyśl). Miejscowość oddalona jest od Urzędu Gminy Kamieniec około 4 km, a od miasta powiatowego (Grodziska Wlkp.) około 14 km. Przez miejscowość biegnie droga powiatowa, która łączy drogą wojewódzką nr 308 z drogą krajową nr 32.
Karczewo jest miejscowością, w której zabudowa (w tym budynki mieszkalne) zlokalizowana jest bezpośrednio wzdłuż dróg – wieś ma układ wielodrożnicowy. Zabudowa ma charakter zwarty, zagrodowy (wolno stojące budynki, a w ich sąsiedztwie budynki gospodarcze), zabudowa jest niemal w całości współczesna, murowana. Jest to miejscowość typowo rolnicza, co potwierdza charakterystyka wykorzystania gruntów Karczewa. W Karczewie istniało Państwowe Gospodarstwo Rolne, które zostało przekształcone w Spółdzielnię Produkcji Rolno-Przemysłowej. Obecnie zajmuje się ona produkcją roślinną. Część majątku należącego do Spółdzielni (nieczynna gorzelnia) została wydzielona i sprzedana prywatnemu przedsiębiorcy.

## Przyroda
Charakterystycznym elementem krajobrazu Karczewa jest przepływająca przez tę miejscowość rzeka Mogilnica. Tworzy ona również naturalną, wschodnią granicę sołectwa Karczewo. Jest to rzeka, która wypływa z jeziora Pniewy i po nieco ponad 67 km uchodzi do Kanałów Obrzańskich w okolicy Kościana. Najprawdopodobniej jest rzeką, która powstała dla odwodnienia terenu już po zakończeniu epoki lodowcowej. Wzdłuż rzeki na całej jej długości (w Gminie Kamieniec) występują łąki i pastwiska.
Około 1,4 km na południe od Karczewa jeszcze na terenie sołectwa znajduje się część lasu, który przechodzi dalej na teren sąsiedniego sołectwa Wolkowo i przebiega wzdłuż granicy sołectwa Karczewo. W lesie bytują charakterystyczne dla wielkopolski zwierzęta zamieszkujące tereny leśne. Szata roślinna lasu, jak i całego sołectwa, również nie wyróżnia się niczym szczególnym. Na okolicznych łąkach, polach i w lesie bytują m.in. dziki, sarny, kozły, jenoty, borsuki, lisy, żurawie.

## Urodzeni w Karczewie
- Bronisław Wiktor Piniecki – podpułkownik artylerii Wojska Polskiego, powstaniec wielkopolski, uczestnik wojny polsko-bolszewickiej i ofiara zbrodni katyńskiej.
- Leon Pluciński – polski ziemianin, polityk, wicemarszałek Sejmu.